# Fédération Française de Jeu de Rôle
 (juillet 2023).
La Fédération Française de Jeu de Rôle (souvent abrégé en FFJdR), est une association visant historiquement à fédérer les différentes associations de jeu de rôle « sur table » en France ainsi que les groupes de pratiquants par visio/audioconférence et utilisation d'outils de tables virtuelles.
Déclarée initialement sous le nom de Fédération Française de Jeux de Rôles l'association adopte cette nouvelle graphie le 5 novembre 2014.
Contrairement à ce que son nom pourrait laisser entendre, la FFJdR n'est pas une fédération délégataire de l'État.

## Historique
La FFJdR a été créée en 1996, à l'initiative des associations qui organisaient le France Sud Open. Cette convention de jeu de rôle qui se déroulait au Fort Faron, à Toulon, s'était vu interdire l'usage du site pour son édition 1995. Le projet était de rallier les conventions et les particuliers pour faire face aux difficultés du même ordre.
En 2005, la FFJdR comptait environ 700 membres, dont 15 associations.

## But et objectifs
Créée en réaction à la mauvaise image du jeu de rôle, son objectif initial est de défendre cette activité ludique peu connue du grand public et son image en tant qu'activité ludique de loisir. En effet, au milieu des années 1990, l'affaire de la profanation du cimetière juif de Carpentras donne lieu à une rumeur mensongère qui incrimine la pratique du jeu de rôle, et il n'existe alors aucune institution pour représenter les rôlistes face à la stigmatisation de leur loisir. La création de la FFJdR, tout comme la publication par Didier Guiserix du guide pratique Le Livre des jeux de rôle, s'inscrit parmi les initiatives des rôlistes pour répondre à l'inquiétude des parents et des institutions après les nombreuses fermetures de clubs à cette époque. Après la fin de cette période de stigmatisation, la fédération reste une interlocutrice pratique pour maintenir des liens avec les institutions, améliorer la visibilité du loisir, faciliter sa pratique et son insertion dans le paysage culturel.
La FFJdR propose aux particuliers, aux associations et aux commerces spécialisés la possibilité d'adhérer et de participer ainsi à son action en tant que membre actif.  
Par ailleurs, elle vise à favoriser le développement de l'activité et les relations entre les associations de jeu de rôle.

## Actions et moyens
Dans le but de favoriser ce développement et ces relations, elle maintient entre autres un annuaire de sites traitant du jeu de rôle, une liste d'associations locales, un calendrier des manifestations rôlistes mutualisé, une mallette de découverte et des textes visant à expliquer le jeu de rôle et plus généralement à informer sur ce loisir.
Elle organise aussi des conférences, des événements et émet des publications, en collaboration avec des partenaires et des acteurs du milieu du jeu, abordant l’utilisation de la pratique du jeu de rôle dans l’enseignement et la recherche ainsi que la professionnalisation de ce milieu.
Elle soutient financièrement des projets relatifs au jeu de rôle et travaille avec des institutions comme la Banque mondiale – pour la réalisation de jeux de rôle sur le développement (2006).  
Depuis 2020, elle propose un serveur Discord accueillant le public et lui permettant de s'informer, mais aussi d'entrer en contact avec d'autres acteurs de ce loisir.  
En novembre 2020 une manifestation dématérialisée caritative, nommée « Rol'event », est soutenue par la FFJdR dans le contexte de la Covid-19. Elle se déroule tous les ans depuis, avec son appui.

## Reconnaissance
Aujourd'hui, si aucune autre association ne revendique le statut de la FFJdR et que tous reconnaissent peu ou prou son utilité, le jeu de rôle français n'est pas organisé sous sa houlette, ni au sein d'une quelconque autre organisation. En dépit de cela, la FFJdR progresse vers la réalisation de son but et de ses objectifs :
- Elle bénéficie désormais d'une réelle implantation parmi les associations de jeu de rôle.

- Elle a fait l'objet d'un agrément jeunesse et éducation populaire[9] (2005 – départemental) et surtout d'une couverture nationale.

- Depuis 2005, elle accueille également parmi ses membres des éditeurs et des boutiques, afin de devenir un carrefour des acteurs du monde du jeu de rôle.